# Alsterschleusen
| Zuläufe und Bauwerke \| Alsterschleusen \| Alsterschleusen \| Alsterschleusen \| Alsterschleusen \| Alsterschleusen \| \| --------------- \| ------------------------------------------- \| --------------- \| --------------------------------------------------- \| --------------- \| \| Legende \| \| \| \| \| \| \| Entfernung von der Quelle / Pegelstand ü.NN \| \| \| \| \| \| 0 km / 27,7 m[1] \| \| Alsterquelle \| \| \| \| \| \| Alte Alster – Alster Canal \| \| \| \| 16,5 km \| \| Alsterweg \| \| \| \| 19 km \| \| Heidkruger Schleuse \| \| \| \| 21,7 km \| \| Sandfelder Schleuse \| \| \| \| \| \| Sielbeck \| \| \| \| 23 km / 15,7 m[1] \| \| Rader Schleuse \| \| \| \| \| \| Tangstedter Mühlenbach \| \| \| \| 24,9 km / 14,4 m[2] \| \| Wulksfelder Schleuse \| \| \| \| \| \| Hamburg – Schleswig-Holstein \| \| \| \| \| \| Ammersbek \| \| \| \| 27,8 km \| \| Wohldorfer Schleuse \| \| \| \| \| \| Saselbek \| \| \| \| 33,9 km \| \| Mellingburger Schleuse \| \| \| \| \| \| Mellingbek \| \| \| \| 36,7 km / 8,5 m[3] \| \| Poppenbütteler Schleuse- Fischtreppe im Umlaufkanal \| \| \| \| \| \| Bäckerbrücke (Ring 3) \| \| \| \| \| \| Minsbek \| \| \| \| \| \| Susebek \| \| \| \| 44,5 km \| \| Fuhlsbütteler Schleuse \| \| \| \| / 3 m[3] \| \| Außenalster \| \| \| \| \| \| Kennedybrücke \| \| \| \| \| \| Binnenalster \| \| \| \| \| \| Rathausschleuse \| \| \| \| \| \| Bleichenfleet - Michaelisschleuse \| \| \| \| \| \| Alsterfleet \| \| \| \| \| \| Mönkedammfleet - Mühlenschleuse \| \| \| \| \| \| Schaartorschleuse \| \| \| \| \| \| Nikolaifleet - Nikolaisperrwerk \| \| \| \| \| \| Herrengrabenfleet - Baumwallsperrwerk \| \| \| \| 56 km \| \| Otto-Sill-Brücke \| \| \| Elbe \| \| \| \| \| |                                             |  |                                                     |  |
| Alsterschleusen |                                             |  |                                                     |  |
| Legende |                                             |  |                                                     |  |
| | Entfernung von der Quelle / Pegelstand ü.NN |  |                                                     |  |
| | 0 km / 27,7 m                               |  | Alsterquelle                                        |  |
| |                                             |  | Alte Alster – Alster Canal                          |  |
| | 16,5 km                                     |  | Alsterweg                                           |  |
| | 19 km                                       |  | Heidkruger Schleuse                                 |  |
| | 21,7 km                                     |  | Sandfelder Schleuse                                 |  |
| |                                             |  | Sielbeck                                            |  |
| | 23 km / 15,7 m                              |  | Rader Schleuse                                      |  |
| |                                             |  | Tangstedter Mühlenbach                              |  |
| | 24,9 km / 14,4 m                            |  | Wulksfelder Schleuse                                |  |
| |                                             |  | Hamburg – Schleswig-Holstein                        |  |
| |                                             |  | Ammersbek                                           |  |
| | 27,8 km                                     |  | Wohldorfer Schleuse                                 |  |
| |                                             |  | Saselbek                                            |  |
| | 33,9 km                                     |  | Mellingburger Schleuse                              |  |
| |                                             |  | Mellingbek                                          |  |
| | 36,7 km / 8,5 m                             |  | Poppenbütteler Schleuse- Fischtreppe im Umlaufkanal |  |
| |                                             |  | Bäckerbrücke (Ring 3)                               |  |
| |                                             |  | Minsbek                                             |  |
| |                                             |  | Susebek                                             |  |
| | 44,5 km                                     |  | Fuhlsbütteler Schleuse                              |  |
| | / 3 m                                       |  | Außenalster                                         |  |
| |                                             |  | Kennedybrücke                                       |  |
| |                                             |  | Binnenalster                                        |  |
| |                                             |  | Rathausschleuse                                     |  |
| |                                             |  | Bleichenfleet - Michaelisschleuse                   |  |
| |                                             |  | Alsterfleet                                         |  |
| |                                             |  | Mönkedammfleet - Mühlenschleuse                     |  |
| |                                             |  | Schaartorschleuse                                   |  |
| |                                             |  | Nikolaifleet - Nikolaisperrwerk                     |  |
| |                                             |  | Herrengrabenfleet - Baumwallsperrwerk               |  |
| | 56 km                                       |  | Otto-Sill-Brücke                                    |  |
| Elbe |                                             |  |                                                     |  |

Als Alsterschleusen werden die insgesamt zehn Stauwerke bezeichnet, mit deren Hilfe vorwiegend die Wasserstände der Alster reguliert werden. Sie sind über die gesamte Länge des Flusses verteilt. Die zwei unteren, in Hamburgs Innenstadt gelegenen Alsterschleusen dienen zugleich zum Schleusen von Schiffen.

## Stau- und Schleusenfunktionen
Die Schleusen in der Oberalster, oberhalb der Mellingburger Schleuse waren immer einfache Stauwehre, auch Stauschleusen genannt. Schiffe konnten nach dem Öffnen des Schleusentores auf dem Wasserberg ins Tal fahren. Heute haben sie nur noch die Funktion der Regulierung des Wasserstandes der Alster. Die Mellingburger, Poppenbütteler und Fuhlsbütteler Schleuse waren wie die beiden unteren Schleusen in Hamburgs Innenstadt Kammerschleusen mit zwei Toren. Da oberhalb von Fuhlsbüttel der Schiffsverkehr eingestellt wurde, sind hier und in Poppenbüttel die zweiten Tore entfernt und die verbliebenen in Wehre umfunktioniert worden. Aus der Mellingburger Schleuse wurde ein Doppelwehr mit dem alten Schleusenbecken dazwischen.
Die Rathausschleuse und Schaartorschleuse im Mündungsbereich der Alster zur Elbe dienen neben der Regulierung der Wasserstände der Schifffahrtsverbindung für Alsterschiffe, Barkassen und Sportboote zwischen der Elbe und der Außenalster.
Die Alsterschleusen sind wesentliche Bestandteile der erhaltenswerten, Hamburg und seine Umgebung auszeichnenden Fluss- und Seenlandschaft aus der Alster und den Seen Außenalster und Binnenalster.
- Karte mit allen Koordinaten:
- OSM |
- WikiMap

| Name                    | Funktion (ursprünglich / heute) / Anmerkungen | Erbaut/Erneuerung      | Lage                                                       | Bild |
| ----------------------- | --- | ---------------------- | ---------------------------------------------------------- | ---- |
| Heidkruger Schleuse     | Stauschleuse / Wehr (Schleswig-Holstein / Kulturdenkmal, Objekt-ID: 3819) | 1529                   | Kayhude, Tangstedt 53° 45′ 12″ N, 10° 7′ 58″ O             |      |
| Sandfelder Schleuse     | Stauschleuse / Wehr | 1528–29                | Tangstedt 53° 44′ 18″ N, 10° 7′ 27″ O                      |      |
| Rader Schleuse          | Stauschleuse / Wehr | 1527–29                | Tangstedt 53° 43′ 49″ N, 10° 7′ 28″ O                      |      |
| Wulksfelder Schleuse    | Stauschleuse / Wehr Die Schleuse ist 2020 durch ein Maulprofil mit Otter-Querung ersetzt worden. | 1448                   | Tangstedt 53° 42′ 37″ N, 10° 6′ 51″ O                      |      |
| Wohldorfer Schleuse     | Stauschleuse / Wehr im östlichen Teil, im westlichen Teil ein Nebenwehr mit Umtragemöglichkeit für Paddler, über dem Wehr die Timmermannbrücke des Schleusenredders. Neue Fischtreppe geplant für Fertigstellung bis 2023. | 1448                   | Duvenstedt, Wohldorf-Ohlstedt 53° 42′ 17″ N, 10° 7′ 5″ O   |      |
| Mellingburger Schleuse  | Schleusenbecken, Länge: 77 m, Breite: 49 m, Fassungsvermögen: 20 Lastkähne (Kulturdenkmal, Nr. 26867 in der Liste der Kulturdenkmäler der Stadt Hamburg). Der Baubeginn für die Sanierung insbesondere Grundinstandsetzung der Uferwände der Wehranlage, Geländer, Stemmtore und Brücken ist für Anfang 2023 vorgesehen. Der Baubeginn für die Herstellung der Fischaufstiegsanlage an der Mellingburger Schleuse ist für Anfang 2024 vorgesehen. | 1528–29/1835/1959/1998 | Poppenbüttel, Sasel 53° 40′ 13″ N, 10° 5′ 55″ O            |      |
| Poppenbütteler Schleuse | Ehemals Schleusenbecken, Länge: 130 m, heute Stauschleuse. Das untere Wehr der Schleusenkammer (s. Bild von 1856), wo sich heute die Bäckerbrücke befindet, existiert nicht mehr. Die Sanierung der Schleusenanlage und der Bau einer Fischtreppe wurden 2022 fertiggestellt. | 1528–29/1884/2022      | Poppenbüttel 53° 39′ 27″ N, 10° 5′ 17″ O                   |      |
| Fuhlsbütteler Schleuse  | Ehemals Schleusenkammer (Länge 28 m), heute Stauschleuse, 2013 Neubau. Die Schleuse markiert den Übergang vom unbefestigten Oberlauf der Alster zum kanalisierten Unterlauf. | 1448/1862/1914/2013    | Fuhlsbüttel 53° 37′ 22″ N, 10° 1′ 42″ O                    |      |
| Rathausschleuse         | Schleusenkammer: Länge: 35 m, Breite: 7,2 m. 1890 wurde eine zweite Kammer gebaut. Seit 1921 erfolgt die Betätigung der Schleusentore elektrisch, gegen Frost sind sie mit Heizungen ausgestattet. 1973 erfolgte ein Neubau, zusätzlich Einbau von Generatoren zur Nutzung der Wasserkraft der Alster. | 1846/1973              | Alsterfleet, Neustadt, Altstadt 53° 33′ 5″ N, 9° 59′ 31″ O |      |
| Schaartorschleuse       | Schleusenkammer: Länge: 39 m, Breite: 7,2 m, Tiefe: 1,4 m, Durchfahrtshöhe bei NN: 5 m. Die Schleuse wurde zum Schutz der Hamburger Innenstadt nach der Sturmflut 1962 gebaut und ersetzt die im Jahr 1839 erbaute Graskellerschleuse. | 1966                   | Alsterfleet, Neustadt, Altstadt 53° 32′ 44″ N, 9° 59′ 0″ O |      |
| Mühlenschleuse          | Stauschleuse im Nikolaifleet, hält den Wasserstand im Fleet gegen den Tiede-abhängigen Wasserstand der Elbe. |                        | Nikolaifleet, Altstadt                                     |      |
| Nikolaisperrwerk        | Sperrwerk zum Schutz der Hamburger Innenstadt, nach der Sturmflut 1962 gebaut, 2021 umfangreich umgebaut. | nach 1962              | Nikolaifleet, Altstadt                                     |      |
| Michaelisschleuse       | Kammerschleuse am Übergang vom Bleichenfleet zum Herrengrabenfleet. | 1968                   | Herrengrabenfleet, Neustadt, Altstadt                      |      |
| Baumwallsperrwerk       | Sperrwerk gegen Sturmflutwasserstände an der Einmündung des Herrengrabenfleets zur Elbe. | 1967                   | Herrengrabenfleet, Neustadt, Altstadt                      |      |

## Geschichte

### Oberalsterschifffahrt

#### 14. bis 19. Jahrhundert

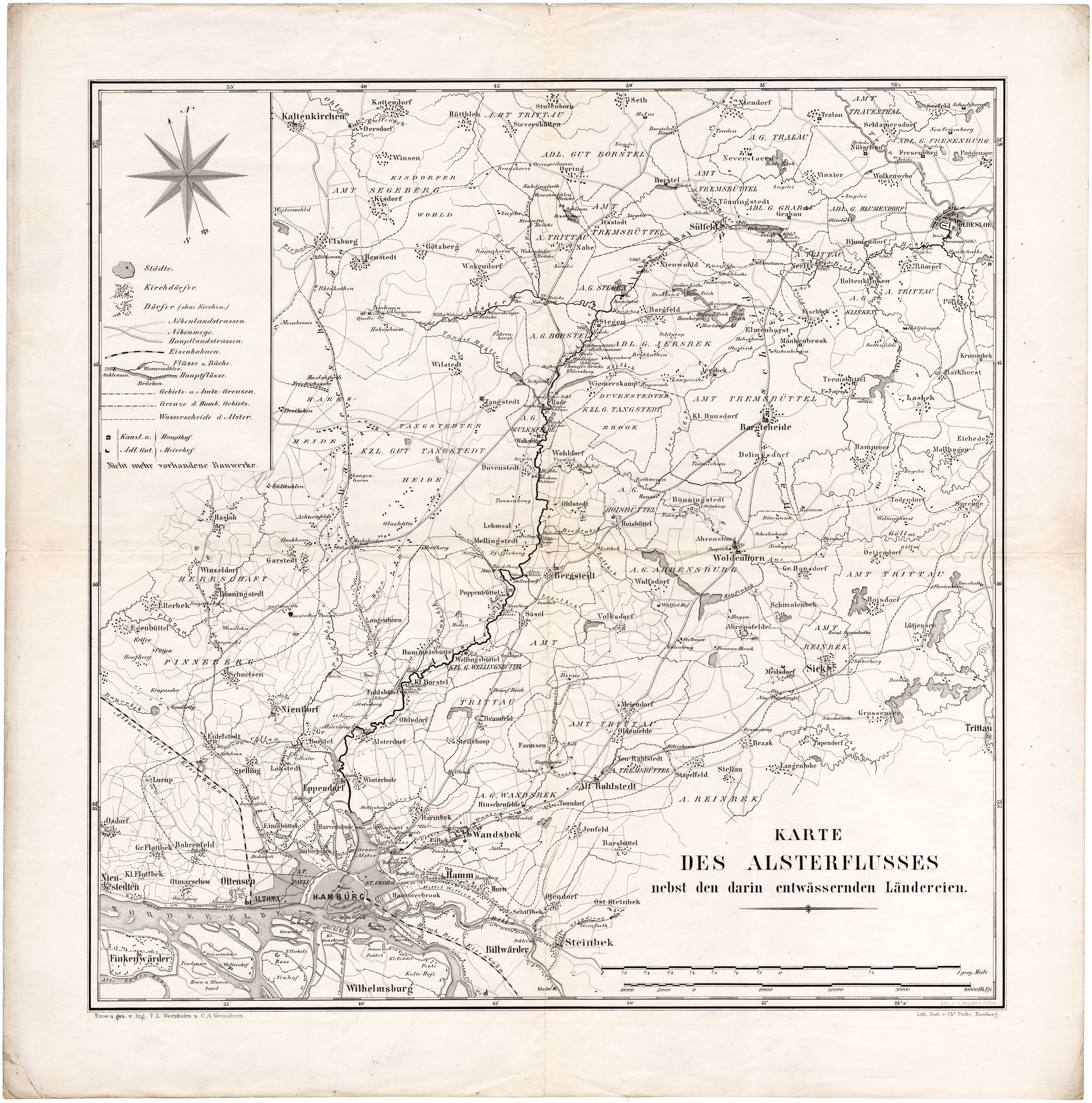
Karte des Alsterflusses von 1859 mit dem Alster Canal

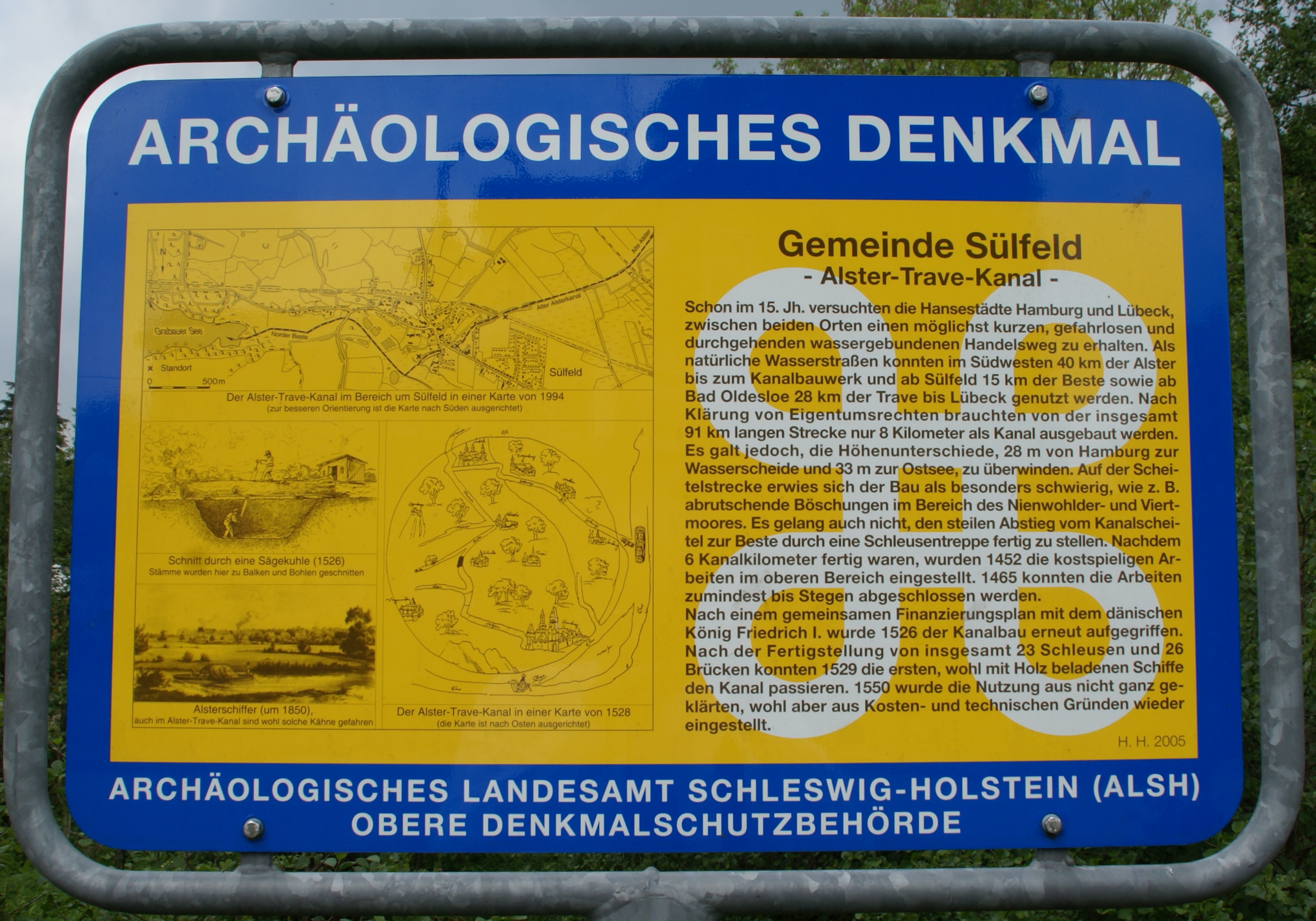
Info-Schild über das archäologische Denkmal Alster-Beste-Kanal

Wappen der Gemeinde Kayhude mit einem Alsterkahn, Steuerruder und schwarzer Torffracht; darunter ein Torfspaten

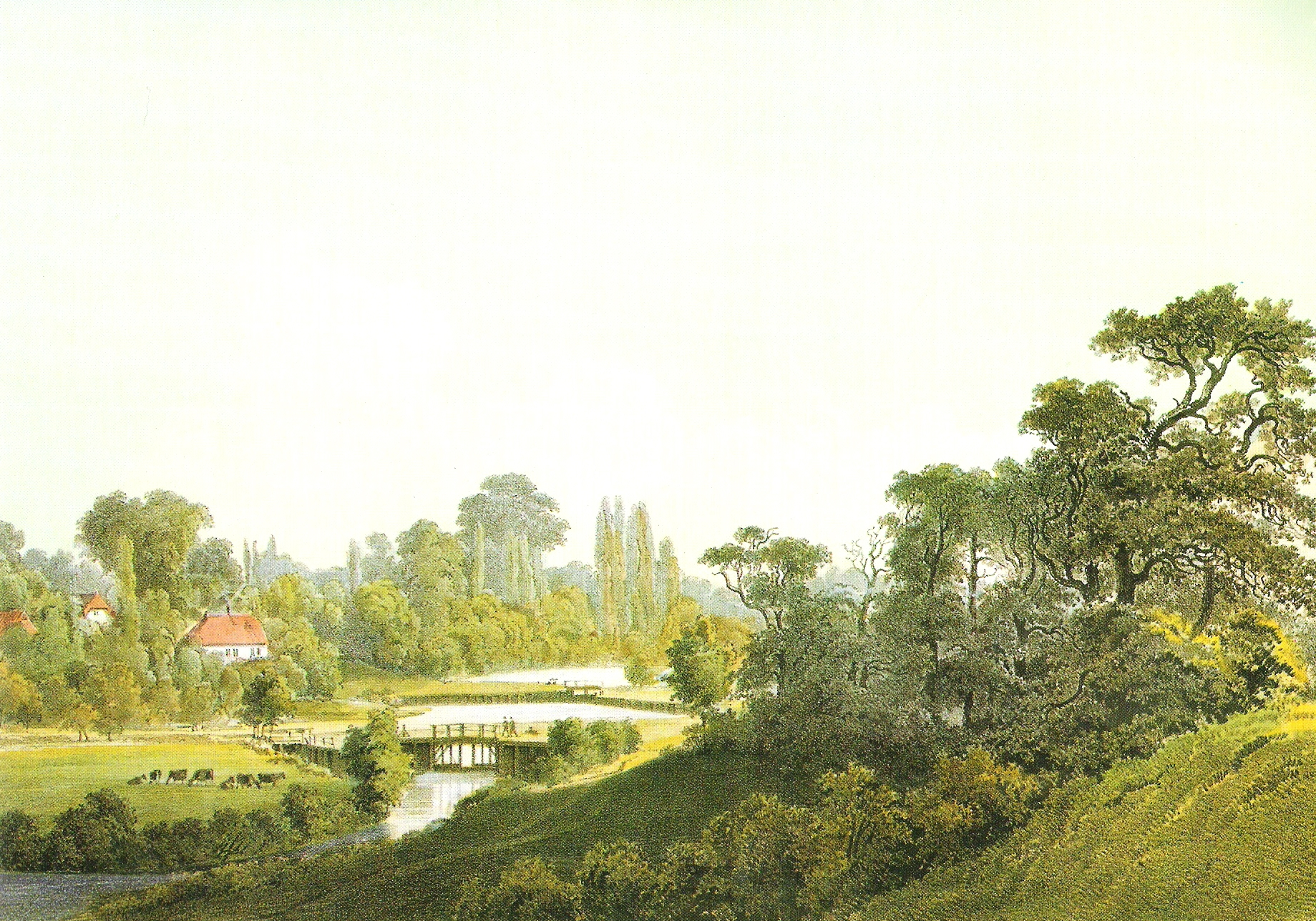
Poppenbütteler Schleuse und Schleusenmeisterhaus im Jahre 1856

Die Alster war im Mittelalter für Hamburgs Gründung, Besiedlung und Aufbau von elementarer Bedeutung. Sie lieferte das Trinkwasser und die Wasserkraft für die Mühlen, die zur Herstellung von Brot und Bier für die Bevölkerung von elementarer Bedeutung waren. Das Gebiet der Oberalster war reich an Wald (insbesondere Eichen), Torf und Findlingen, Materialien, die in Hamburg für den Haus- und Schiffbau sowie als Brennmaterial benötigt wurden. In Ermangelung ausgebauter Landstraßen wurden über Jahrhunderte die Eichenstämme auf der Alster flussabwärts in Richtung Hamburg geflößt. Mit Torf und Findlingen war das nicht möglich. Zur Sicherung der Rechte und Nutzung der Alster erwarb Hamburg von 1306 bis 1310 drei Gebietsanteile der Alster von Holsteiner Grafschaften, die den gesamten Alsterlauf auf Holsteiner Gebiet umfassten. Die Nutzung des Alsterlaufes bestand hauptsächlich im Lasttransport, Fischfang und in einem gesicherten Wasserzulauf zum Betrieb der Mühlen. Der Hamburger Rat besaß auch die Polizeigewalt auf dem Fluss und den Wegen entlang der Alster. Nur die Stadt war befugt, am Alsterlauf Veränderungen vorzunehmen.
Mit dem Beitritt Hamburgs in den Handelsstädtebund der Hanse im 14. Jahrhundert entwickelte sich die Stadt zu dem wichtigsten deutschen Umschlagplatz zwischen Nord- und Ostsee und erreichte einen bislang nicht gekannten Wohlstand. Zwischen Hamburg und Lübeck fand ein intensiver Warenverkehr auf dem Lande statt.
1448 entschieden sich die Hamburger eine schiffbare Verbindung zwischen Hamburg und Lübeck mit dem Alster-Beste-Kanal zu schaffen. Die Flüsse Beste und Trave waren bereits schiffbar. Ein acht Kilometer langer Graben, der Alster Canal, musste hierfür ausgehoben werden, um die Alster über die Alte Alster mit der Norderbeste zu verbinden. In der Alster wurden neun Schleusen (zum Ausgleich des Gefälles von 17 m), im Alster Canal vier Schleusen (Gefälle von 8 m) und in der Beste acht Schleusen (Gefälle von 15 m) gebaut. Die Strecke Hamburg – Lübeck war 91 Kilometer lang. Im Verlauf dieser Baumaßnahmen entstanden um 1448 die Wulksfelder, Wohldorfer und Fuhlsbütteler Schleuse. Nach vier Jahren Bauzeit wurde das Projekt aus Geldmangel unterbrochen. Der Schifffahrtsweg entlang der Alster von Stegen bis Hamburg war 1465 fertiggestellt, von Wohldorf schon einige Jahre früher.
1526 wurden die Arbeiten zum Kanal wieder aufgenommen. Der etwa 100 Jahre vorher fertiggestellte Stecknitzkanal mit seinen Schleusen lieferten für die Baumeister Anschauungsmaterial für den eigenen Bau, wie auch die Erfahrungen der Schleusenmeister des Stecknitzkanals genutzt wurden. Im Bereich des Nienwohlder Moors erwies sich der Kanalbau als äußerst schwierig, da aufgrund des weichen und durchnässten Baugrunds die Kanalböschungen immer wieder einbrachen. Zwischen 1527 und 1529 wurden die Sandfelder, Rader, Heidkruger, Mellingburger und Poppenbütteler Schleusen neu gebaut bzw. alte Schleusen ersetzt. Für die Mellingburger- und Poppenbütteler Schleuse wurde jeweils ein zweites Schleusenwehr notwendig und die Fuhlsbütteler Schleuse wurde zu einer Kastenschleuse umgebaut. Der Bedarf an Baumaterial, insbesondere für den Schleusenbau war gewaltig und erforderte über 2000 Bäume. In dieser Zeit wurden auch die Treidelwege entlang der Alster und mehrere Brücken über die Alster gebaut. Das gesamte Alstertal glich in dieser Zeit einer gewaltigen Baustelle, auf der mehrere Tausend Menschen arbeiteten.
Mit der Errichtung der Schleusen um 1529 wurde vom Hamburger Rat für jede Schleuse ein Schleusenmeister eingesetzt und bezahlt. Bei einem Teil der Schleusen baute Hamburg Schleusenmeisterhäuser, von denen um 1640 noch die Häuser an der Wohldorfer, Mellingburger, Poppenbütteler und Fuhlsbütteler Schleuse vorhanden waren. Das Schleusenmeisterhaus an der Fuhlsbütteler Schleuse wird 1633 erstmals als „Krughaus“ erwähnt, in dem der Schleusenmeister die Aufsicht über das Schleusen- und Mühlenwesen sowie das Recht des Ausschankes hatte. 1704 wurde das Schleusenmeisterhaus durch das Alsterhochwasser weggespült und nicht wieder aufgebaut. Dem Schleusenmeister wurden einige Räume der Fühlbütteler Mühle zugewiesen.
Mit der Fertigstellung der Schleusen war der Wasserweg mit genügend Tiefgang entlang der Alster für die Lastkähne (als „Alsterböcke“ bezeichnet) geschaffen. Die Schiffe wurden von Männern und Frauen wie auch von Pferden mit Leinen gezogen, getreidelt. Treidelweg oder Leinpfad gaben in Hamburg der Straße Leinpfad, entlang der Alster, dem Leinpfadkanal und dem Treudelberg (Treidelberg) in Poppenbüttel ihre Namen.
Die Talfahrt – mit der Strömung der Alster – dauerte je nach Wasserstand etwa zwei bis drei Tage. Dem Schleusenwärter kam die Aufgabe zu, über die Stellung des Schleusenwehres für einen günstigen Wasserstand zu sorgen. Beim Öffnen der Schleuse trieben die Schiffe auf der Flutwelle talabwärts bis zur nächsten Schleuse. Die Bergfahrt auf der Alster war dagegen erheblich schwieriger und dauerte wenigstens eine Woche, bei schlechtem Wasserstand bis zu vier Wochen. Dieser Schleusenbetrieb mit nur einem Wehr war im Unterschied zur Kastenschleuse mit einer großen Wasserverschwendung verbunden, da mit dem Öffnen des Wehres die gesamte aufgestaute Wassermenge abgelassen wurde. Die nachfolgenden Ländereien wurden häufig überflutet und geschädigt, was Streitereien mit den Landbesitzern auslöste.
Am 22. August 1529 fuhren die ersten vier Schiffe von Lübeck aus durch den Kanal. Es dauerte sieben Tage, um die Schiffe quer durch das Land zu treideln und zu staaken. Bereits 1550 wurde die Schifffahrt wieder eingestellt, da auf der Scheitelstrecke des Kanals zwischen Nienwohld und Sülfeld überwiegend Wassermangel herrschte. Das Nienwohlder Moor liegt auf der Wasserscheide zwischen Nord- und Ostsee, auf 29 m über NN. Der im Nienwohlder Moor reichlich vorhandene Torf konnte weiterhin als Brennmaterial von der Heidkruger Schleuse in Kayhude auf der Alster nach Hamburg verschifft werden.
Von 1550 bis 1650 erlebte Hamburg insbesondere durch die Zuwanderung von Holländern infolge der Religionskriege einen starken Bevölkerungszuwachs von 20.000 auf 60.000 Einwohnern, der einen entsprechenden Bedarf an Baumaterialien nach sich zog und sich auch auf einen erhöhten Lasttransport auf der Alster auswirkte. Zwischen 1603 und 1610 durchfuhren die Fuhlsbütteler Schleuse im Jahresdurchschnitt 515 Schiffe, 1636 waren es 688 Schiffe.
In der ersten Hälfte des 19. Jahrhunderts gab es mit 50 Alsterkähnen den größten Bestand an Schiffen auf der Oberalster. Sie waren entsprechend ihrer Längen in vier Größenklassen unterteilt: Vollschiff (23 m), Halbschiff (19–20 m), Viertelschiff (16–18 m) und Achtelschiff (15 m). Die Bordhöhe war bei allen Schiffen etwa 1 m. Das voll beladene Vollschiff hatte einen Tiefgang von 60 cm.
Nach dem Poppenbüttler Schleusenbuch passierten 1860 154 Lastschiffe die Schleuse, die überwiegend mit Felsen, Mauersteinen aus Ziegeleien, Torf und Holz beladen waren. Weiterhin wurden 6 Holzflöße registriert. Zwischen 1880 und 1889 ging der Schiffstransport an der Fuhlsbütteler Schleuse mit jährlich 52 Schiffen deutlich zurück, 1898 waren es nur noch 4 Schiffe.

„Alsterschleusen:
Wollt Ihr ein gutes Wappenschild,
so setzt hinein der Schleuse Bild;
denn dieser alte Eichenbau
gab unserer Alster Strom und Stau.
Er brachte Schifffahrt und Verkehr,
den Handel, Wohlstand und noch mehr;
die Eintracht zwischen Stadt und Land.“

#### Schleusenmeister und Schleusenordnung
Der Schiffsbetrieb auf der Oberalster, bedingt durch die Besonderheit der Schleusungen bedurfte bestimmter Ordnungen, die in Vorschriften festgelegt wurden, aber aufgrund widerstreitender Interessen nicht immer eingehalten wurden. Die erste bekannte Verordnung wurde vom Hamburger Rat um 1584 erstellt, in der u. a. die nötige Wassertiefe an den Wehren für die Holzschiffe geregelt war. Für die Schiffer war ein reibungsloser und zügiger Schiffstransport wichtig, vor den Schleusen mussten sie sich für die Durchfahrt in Bootsverbänden sammeln und sich den Anweisungen der Schleusenmeister fügen, was nicht immer problemfrei verlief. Die Landbesitzer entlang der Alster beklagten sich über die mit den Schleusungen einhergehenden Überschwemmungen ihrer Ländereien. So wurde letztlich per Verordnung festgelegt, dass während der Heuernte im Juli keine Schleusungen durchgeführt werden durften. Die Müller am Alsterlauf waren auf den Wasserzulauf angewiesen, der bei den Schleusungen zumindest eingeschränkt wurde.
Die Festlegung der Schifffahrtsordnungen entlang der Alster lag gemäß Vertragslage im Zuständigkeitsbereich der Hamburger, auch wenn der größere Bereich der Oberalster auf dänischem Gebiet lag und später preußisch wurde. Die Ordnungstreue der überwiegend Holsteiner Schiffer war demgemäß nicht sehr ausgeprägt.
Die Schleusermeister standen im Dienst der Hamburger und waren für die Bedienung und Überwachung der Schleusen zuständig. Das Schleusenmeisterhaus war ihr Amtssitz. Für die ihnen auferlegten Pflichten mussten sie einen Diensteid ablegen. Vom Hamburger Rat erhielten sie Gehälter, die untereinander z. T. variierten. Der Schleusenmeister der Poppenbüttler Schleuse erhielt beispielsweise folgende Jahresgehälter: 1640 bis 1837 11 Gulden, 1875 13 Mark, 1895 20 Mark, 1924 162 Reichsmark.
Die Regeln der Oberalsterschifffahrt waren in einer öffentlich ausgestellten Verordnung von 1825 festgelegt: Verordnung, wegen der Alsterschifffahrt durch die Mellingburger, Wohldorfer, Wulksfelder, Rader, Sandfelder und Heidkruger Schleusen (Text leicht gekürzt):
- Die Aufseher der o. g. Schleusen sind verpflichtet, die Schleusenmeister der unteren Schleusen über einen erhöhten Wasseranfall zu benachrichtigen, damit diese ihre Schleusen öffnen können.
- Den Schiffern ist es bei fünf Thalern Strafe untersagt, eine Schleuse eigenmächtig zu öffnen oder zu schließen.
- Zur Durchfahrt müssen wenigsten fünf Schiffe bis zur Poppenbüttler Schleuse beisammen sein.
- Jedes Schiff hat bei der Herunterfahrt jedem Schleusenmeister fünf Schillinge zu zahlen.
- Jede Übertretung von den Schiffern muss der Schleusenmeister unverzüglich dem Wald-Vogt anzeigen.

Das Nutzungsrecht der Alster durch die Hamburger war auch mit einem hohen technischen und finanziellen Aufwand verbunden. Die Schleusen bestanden aus Holz und unterlagen einem hohen Verschleiß, der dauernd Reparaturen erforderlich machte, nach etwa 30 Jahren musste eine Schleuse total erneuert werden. Die Kosten beliefen sich auf 30 bis 40 Tausend Reichsmark, die durch die Einnahmen bei den Schleusungen nicht gedeckt werden konnten und zum größten Teil beim Hamburger Staat verblieben. Die hohen Erhaltungskosten und Zweckmäßigkeit der Schleusen standen daher über die Jahrhunderte immer wieder zur Diskussion.

#### Kompetenzstreit um Schleusenrechte
Die Durchsetzung der Schleusenordnung durch den Schleusenmeister war nicht immer konfliktfrei. Am 4. Juli 1836 um 10 Uhr abends lagen vor der Poppenbüttler Schleuse 7 Schiffe, die wegen Niedrigwasser nicht ausgeschleust werden konnten. Zu diesem Zeitpunkt kamen etliche Dorfbewohner Poppenbüttels unter Führung des Pastors Führer auf den Schleusenmeister zu und forderten ihn auf, die Schütten der Schleuse sofort aufzuziehen. Dem widersetzte sich der Schleusermeister mit der Begründung: Der Wasserstand vor der Schleuse betrage 7 Fuß und erst 14 Fuß wären für die Schleusung notwendig, die sich aber erst in ca. 3 Stunden einstellen würden. Davon unbeeindruckt zogen die Dorfbewohner eigenmächtig die Schütten, woraufhin das Wasser abfloss. Die Dorfbewohner und ihr Anführer, der Pastor, der in Poppenbüttel über beträchtliche Ländereien verfügte, fürchteten um ihre Heuernte, wenn das weiter angestaute Wasser ihre Wiesen überfluten würden. Der Vorgänger des Schleusenmeisters hatte bislang in der Erntezeit auf das Aufstauen und Schleusen verzichtet.
Der Schleusermeister erstattete über den Vorfall ein Protokoll an seinen Vorgesetzten, den Landherrn der Geestlande. Der Vorfall löste einen Rechtsstreit zwischen dem Hamburger Rat, als Eigentümer der Schleuse und dem Pinneberger Landherrn (Landdrost) in Holstein unter der Dänischen Krone aus.

#### Konstruktion der Schleusen und Wehre

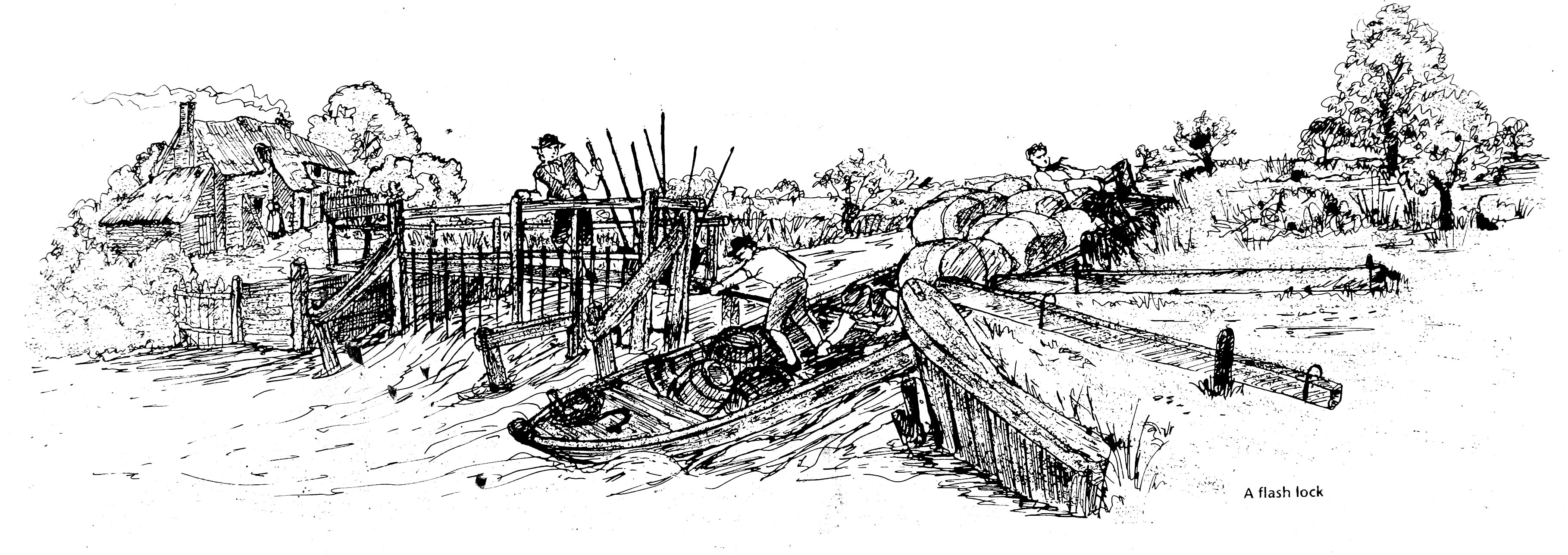
Historische Zeichnung einer Durchfahrt an einer Stauschleuse

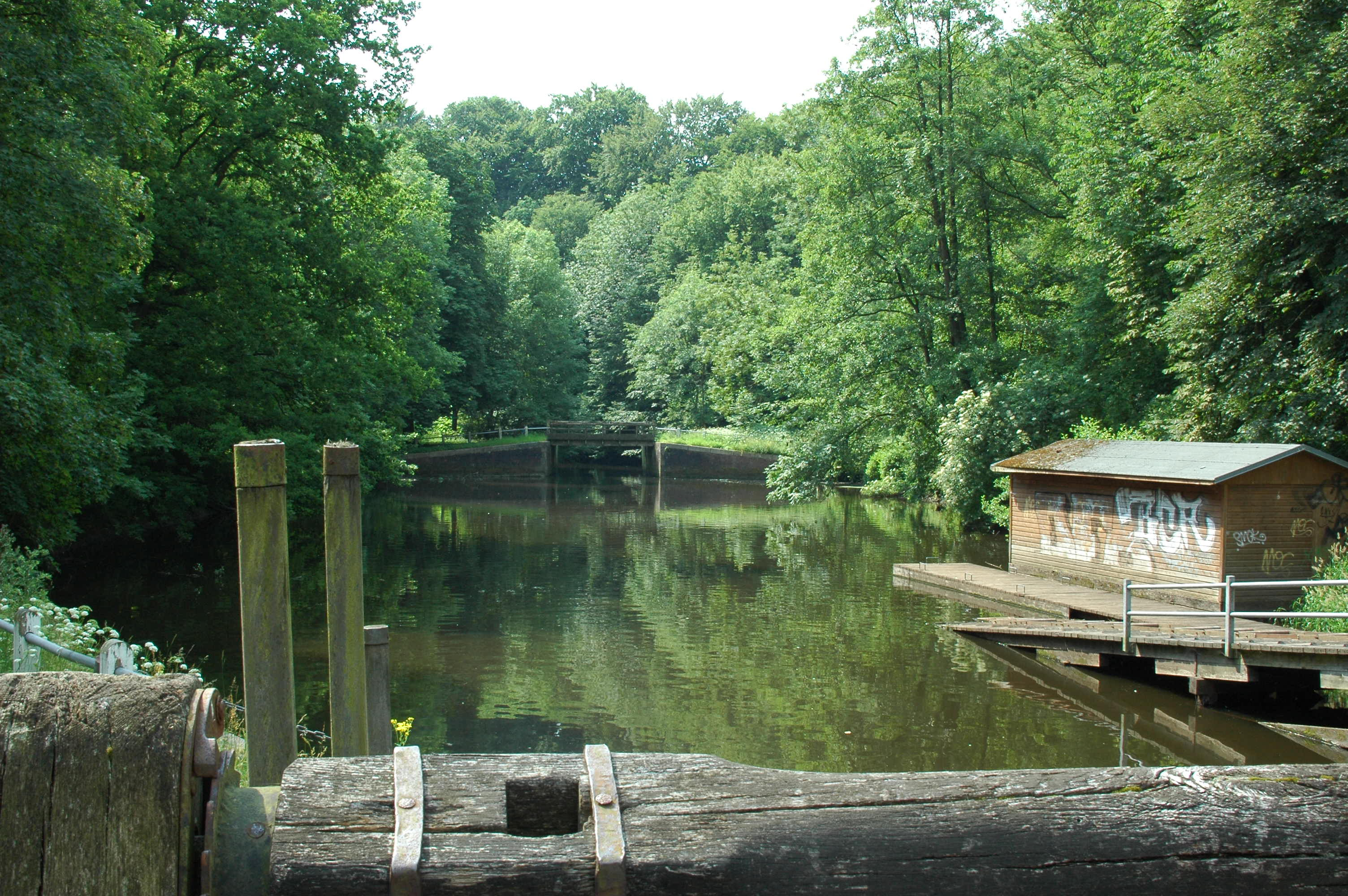
Mellingburger Schleuse, Schleusenbecken

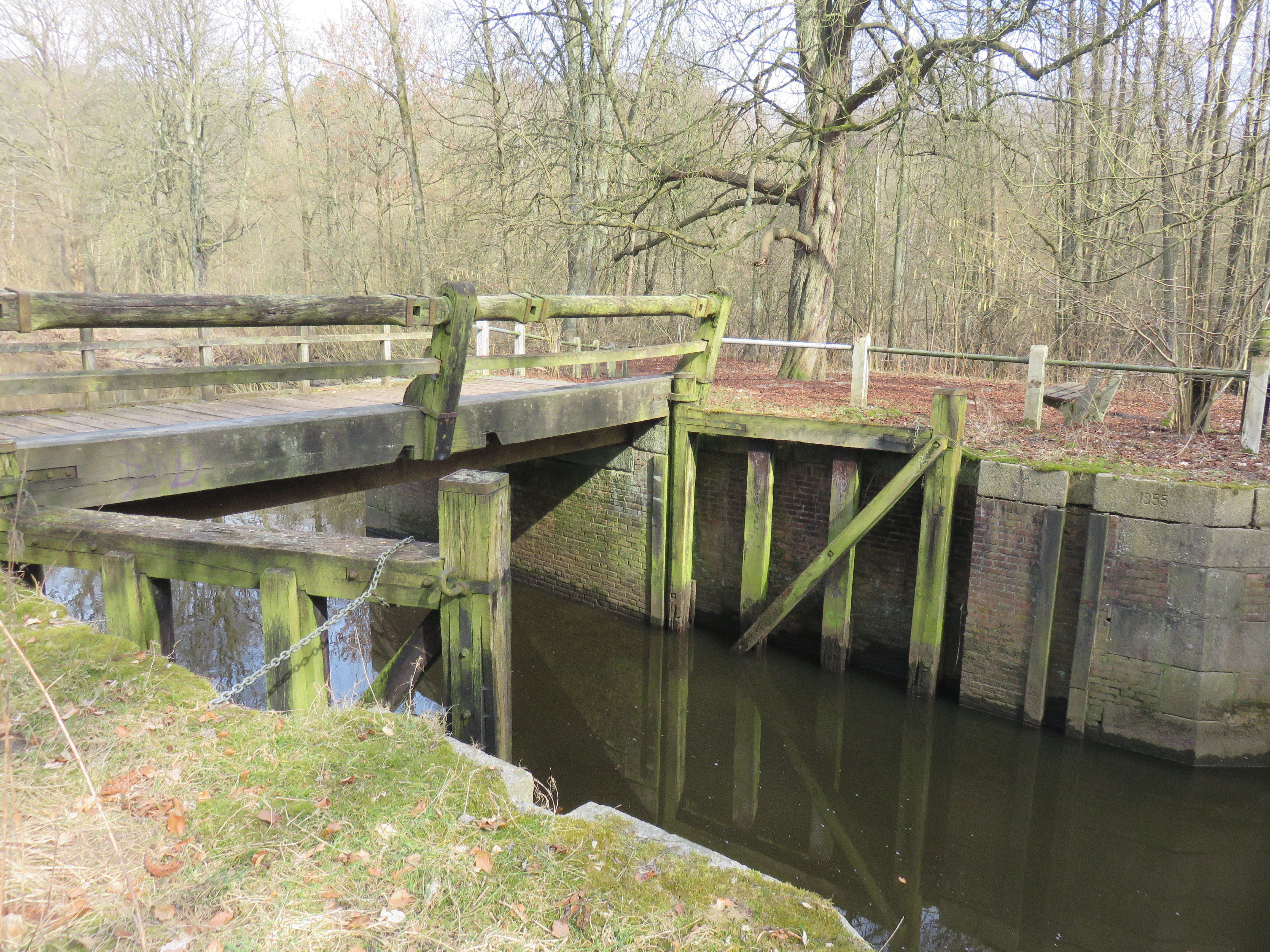
Mellingburger Schleuse, oberes Wehr

Die Alsterschleusen oberhalb der Mellingburger Schleuse waren einfache Wehre (als Stauschleuse bezeichnet), an denen das Wasser aufgestaut wurde. Beim Öffnen der Schleuse glitten die Schiffe auf der Flutwelle zur nächsten Schleuse. Während des Schleusenvorganges floss stetig das Wasser aus dem Oberlauf über das abgesenkte Wehr ab. Diese mit viel Wasserverlust verbundene Schleusenart war nur möglich bei geringen Gefällen im Wasserlauf. Für einen nächsten Schleusengang musste der Wasserstand vor dem Wehr erst wieder aufgefüllt werden. Um diesen Nachteil auszugleichen, wurde ein Schleusenvorgang immer nur in einem Verband von wenigstens 5 Schiffen durchgeführt (siehe Verordnung zur Alsterschifffahrt).
Zur Begrenzung des Wasserverlustes wurden zweite Wehre gebaut, wie bei der Mellingburger und Poppenbütteler Schleuse, die als Beckenschleusen oder Kammerschleusen bezeichnet wurden. Eine weitere Schleusenart ist die Kastenschleuse, wie die der Fuhlsbütteler Schleuse, bei der der Raum zwischen beiden Wehren weiter begrenzt ist. Bei der Schleusung tritt nur die Wassermenge aus dem Schleusenbecken aus und kann nach dem Schließen für eine weitere Schleusung schneller wieder aufgefüllt werden.
Die Schleusenwehre, bestehend aus die Spund-, Seiten- und Bodenwände und Schleusentore, waren bis ins 19. Jahrhundert vollkommen aus Holz, überwiegend aus Eiche. In einigen Fällen waren die Seitenwände aus Ziegelsteinen oder Granit gemauert. Die Wehre besaßen zwei Stautore (Flügeltore), die das Wasser aufstauten und gegen den Staudruck des Wassers jeweils mittels einer Kette und Torwinde aufgezogen werden konnten. Die Stautore bestanden aus einer Balkenkonstruktion, die drei Fächer bildeten, in denen die Schütten (60 cm breite Tafeln) vertikal auf- und abgesenkt werden konnten. Zwischen den beiden Toren befand sich ein 60 cm freier Raum, der ebenfalls mit beweglichen Schütten versperrt wurde. Zum Aufziehen der Schütten waren über dem Schleusentor horizontal liegende Winden (massive Bäume) angebracht, mit denen die Schütten an Ketten senkrecht herausgezogen werden konnten. Die Winden wurden durch eingesteckte Handspeichen gedreht. Über die Höhe der Schütte im Stautor konnte der Schleusenmeister die Stauhöhe der Alster vor dem Wehr einstellen.
Eine historische Zeichnung eines Schleusentores der Baubehörde zeigt sieben parallel angeordnete Führungsebenen, jeweils drei in den beiden Toren mit jeweils zwei Schütten übereinander und eine Führung zwischen den Toren mit drei Schütten übereinander.
Zum Öffnen der Stautore, um die Alsterkähne passieren zu lassen, wurden zuerst die Schütten gänzlich herausgezogen, um den Staudruck am Tor zu reduzieren. Wenn sich das Ober- und Unterwasser am Wehr annähernd angeglichen hatte, wurden die Tore aufgezogen und die Schiffe konnten auf der Flutwelle talwärts gleiten. Die Stautore sind heute durch aufziehbare Klappen ersetzt, über die die Stauhöhe des Wassers an der Schleuse eingestellt wird (vergl. Abb. Poppenbüttler Schleuse).
Die Schleusenwehre waren zwischen 5,15 und 6,3 Meter breit (Durchfahrtbreite) und zwischen 11,45 und 12,3 Meter lang. Die Höhe vom Schleusenboden bis zum oberen Schleusenbalken betrug zwischen 3,6 und 4,3 Meter.
Bei jeder Schleuse waren Umlaufgräben vorhanden, durch die das Alsterwasser geführt werden konnte, wenn die Schleuse zur Reparatur oder Erneuerung trockengelegt werden musste. Diese Umläufe sind bei der Mellingburger und Poppenbütteler Schleuse noch vorhanden.

#### 20. und 21. Jahrhundert

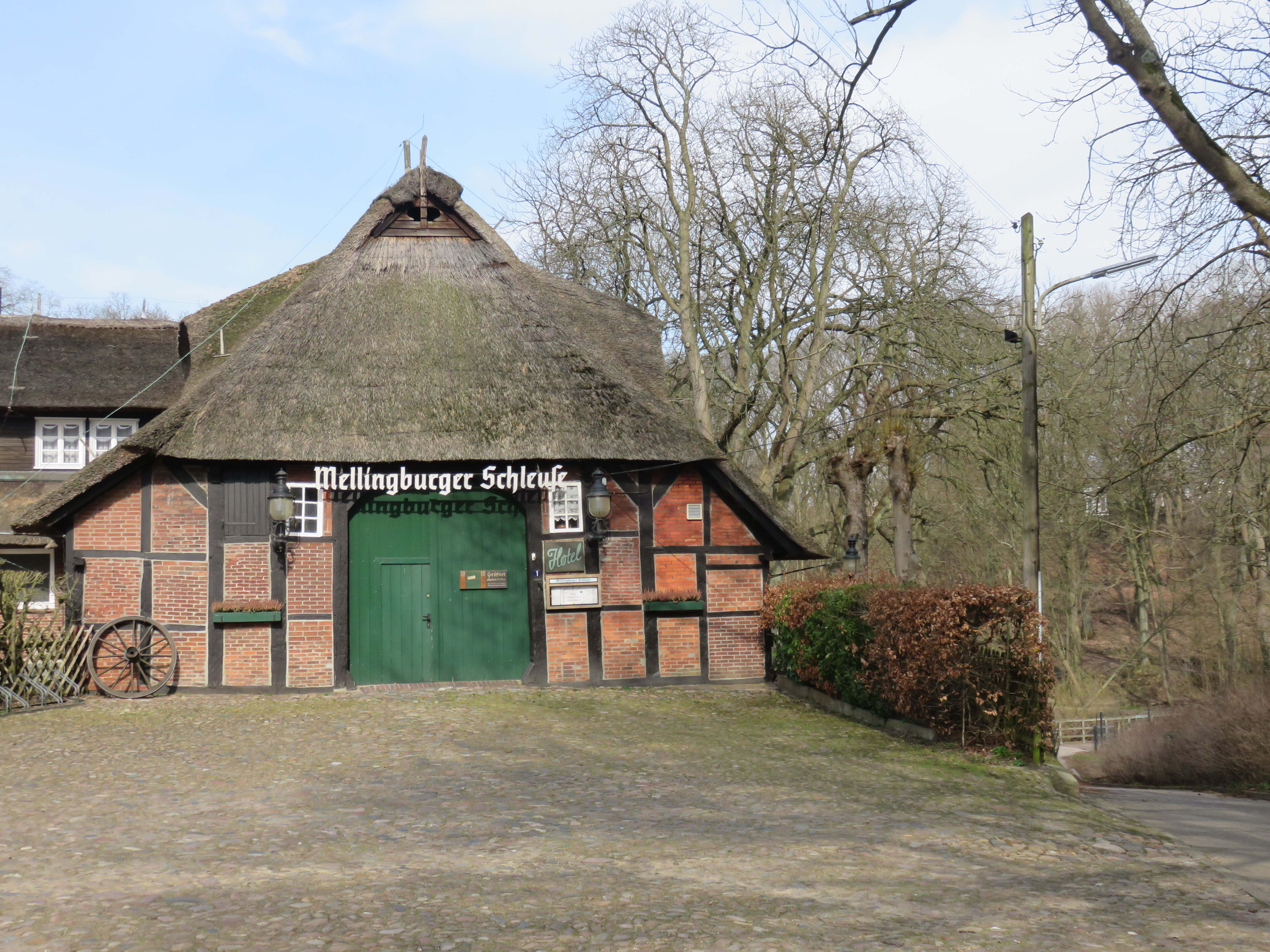
Schleusenmeisterhaus der Mellingburger Schleuse, rechts unten im Bild die Brücke über das untere Wehr

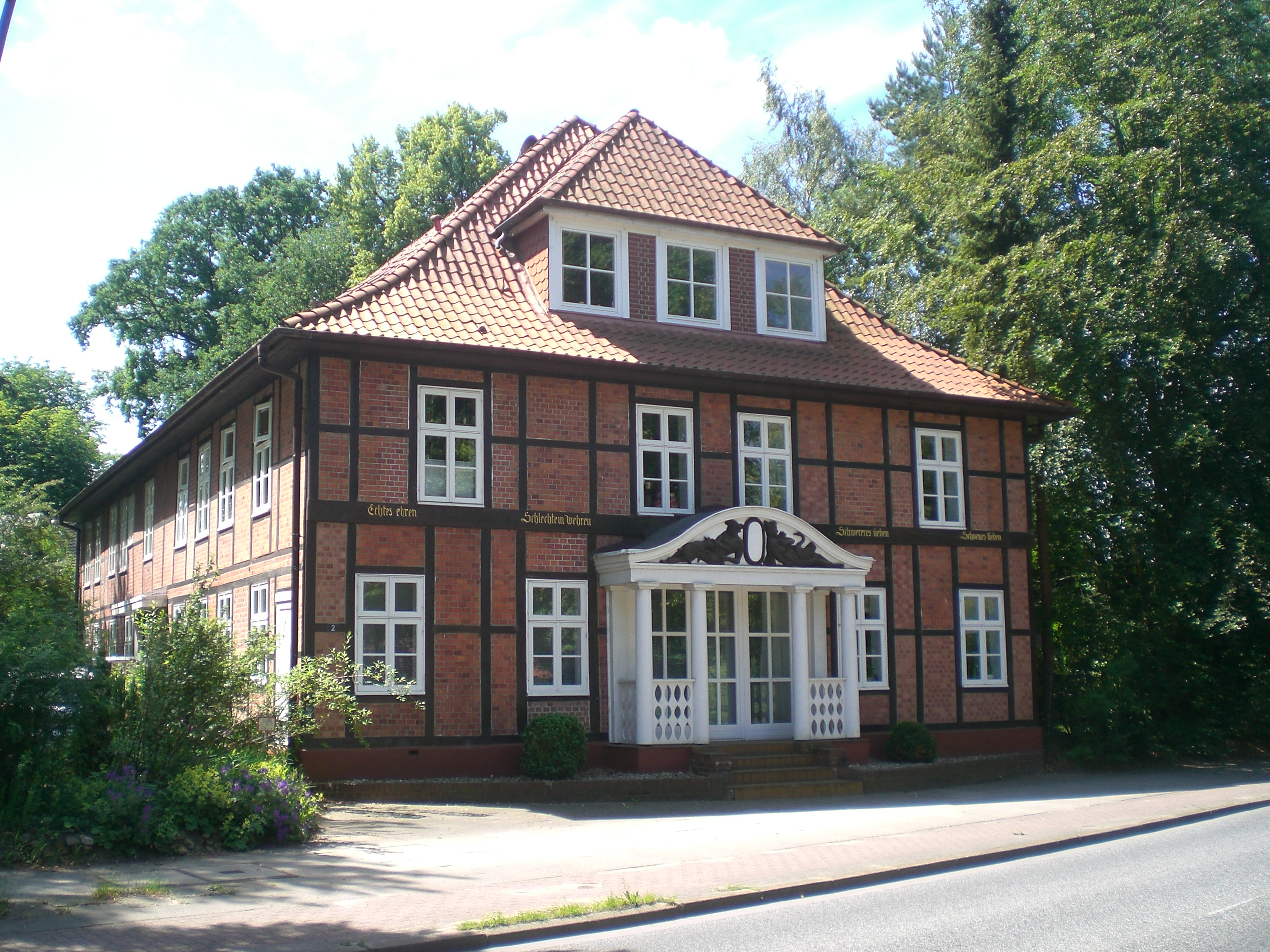
Schleusenmeisterhaus der Wohldorfer Schleuse

Die Oberalsterschifffahrt ging Anfang des 20. Jahrhunderts zu Ende. 1919 gab es nur noch ein Schiff der Behörde, das bis in die 1940er Jahre für Inspektionsfahrten eingesetzt wurde. Die Schleusen der Oberalster existieren heute noch, jedoch sind ihre ursprünglichen Holzkonstruktionen in Stahl und Beton ersetzt worden. Die Mellingburger Schleuse bildet davon eine Ausnahme. Sie ist in der ursprünglichen Holzkonstruktion erhalten geblieben und zählt mit dem heutigen Schleusenmeisterhaus der Mellingburger Schleuse, das 1717 als Gasthaus für Treidelschiffer erbaut wurde, zu den Kulturdenkmälern Hamburgs (Denkmalliste Nr. 445 und 446). Nach Melhop (Seite 196) wurde der nördliche Teil des Hauses bereits in der Bauzeit des Alster-Trave-Kanals um 1529 errichtet und später auf die derzeitige Größe erweitert. Das Schleusenmeisterhaus der Wohldorfer Schleuse wurde 1923 nach einem Brand wiederhergestellt wurde und wird heute als Gasthof geführt. Es zählt zu den Kulturdenkmälern Hamburgs (Denkmalliste Nr. 608). Das Schleusenmeisterhaus der Poppenbüttler Schleuse von 1824 wurde gegenüber dem Vorgängerbau aus dem Jahr 1643 aus Hochwasserschutzgründen an höherer Stelle errichtet. Heute ist es als ein Restaurant und steht unter Denkmalschutz (Denkmalliste von Hamburg, Nr. 1063).
Die Schleusen dienen heute nur noch der Regulierung der Wasserstände der Alster. Sie stauen den Wasserstand, um ein Trockenfallen der Alster zu vermeiden; im Bereich der Poppenbüttler Bäckerbrücke wird eine Wassertiefe von 50 Zentimetern gehalten. Bei Hochwasser sollen sie Überschwemmungen vermeiden. Am 6./7. Februar 2011 stieg nach tagelangen starken Niederschlägen der Pegel am Messpegel an der Bäckerbrücke um mehr als zweieinhalb Meter an, auf den bislang höchsten Stand. Zur Entlastung des Hochwassers wird dann die Fuhlsbütteler Schleuse voll geöffnet. Die Flutwelle kann sich in das große Wasserreservoir der Alsterkanäle, Außen- und Binnenalster ergießen, ohne dass der Pegel dort wesentlich erhöht wird. Am Messpunkt der Krugkoppelbrücke der Außenalster wurden von 1999 bis 2008 ein mittlerer Wasserstand (MW) von 2,94 m und der höchste Wasserstand (HW) von 3,18 m gemessen.
Zum vorbeugenden Hochwasserschutz werden im Bereich der Oberalster Rückhalteräume für das Niederschlagswasser ausgewiesen und Überschwemmungsgebiete gebäudefrei halten. Hierfür wurde in Hamburg ein amtlicher Warndienst mit der Bezeichnung „Binnenhochwasser Hamburg“ geschaffen. Die Überwachung erfolgt durch den Schleusenmeister der Schaartorschleuse, der über Monitore die Pegelstände der Elbe und die der Alster bis zur Fuhlsbütteler Schleuse kontrolliert.

#### Fuhlsbütteler Schleuse

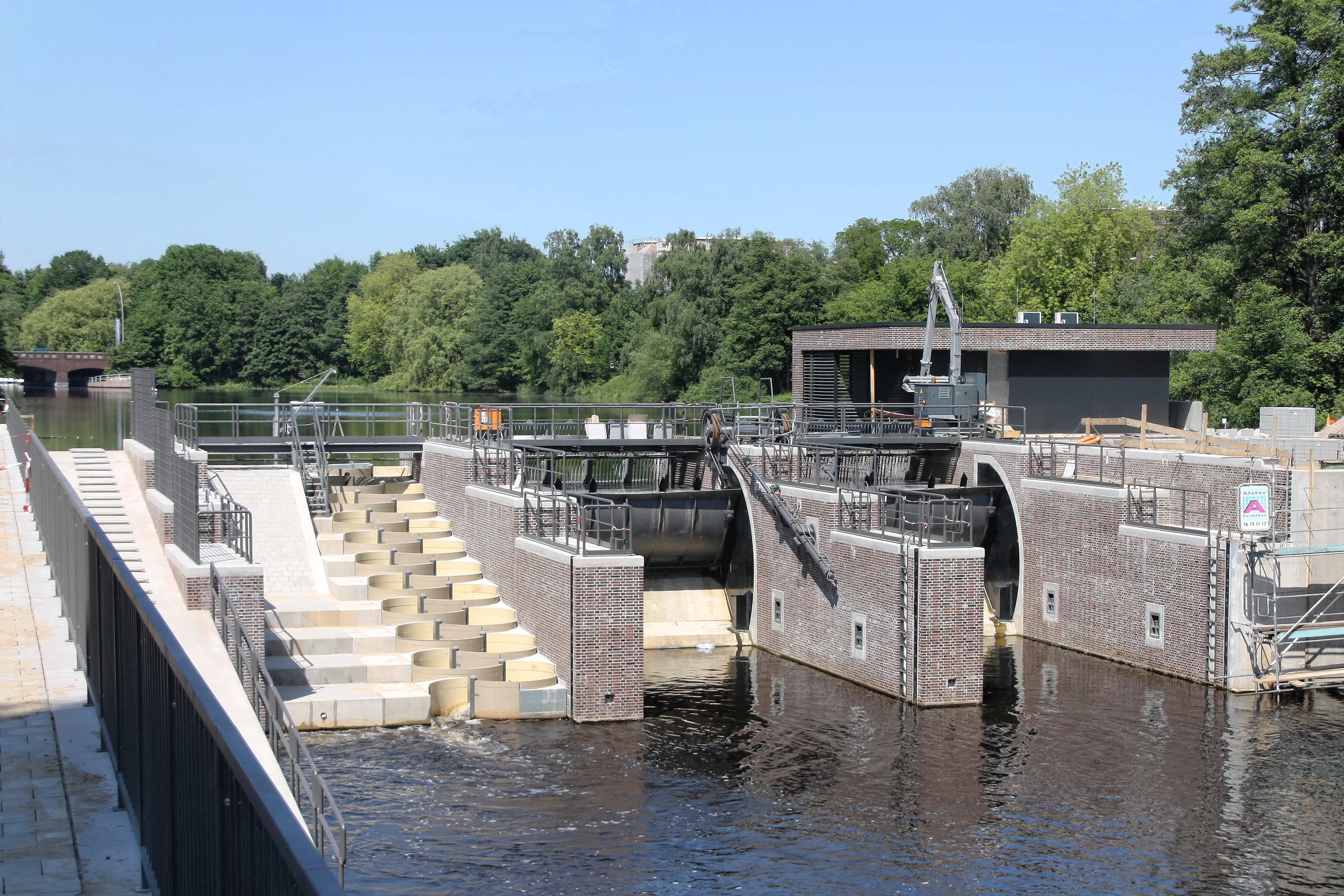
Fuhlsbütteler Schleuse mit Fischpass (Neubau)

Die Fuhlsbütteler Schleuse wurde 1914 mit einer Schleusenkammer und zwei Wehrfeldern jeweils seitlich zur Schleusenkammer errichtet. In 1934 und 1968 wurde die Schleuse umgebaut. Nach fast 100 Jahren Betrieb war die Schleuse nicht mehr standsicher, die Bausubstanz der Schleusenkammer und Uferwände waren porös und rissig. Auch der Fischpass an der Schleuse war stark beschädigt und ließ einen Aufstieg von Fischen in den Oberlauf der Alster nicht mehr zu. Da die Funktion als Schleuse nicht mehr benötigt wird, wurde anstelle der Schleuse eine automatisch steuerbare Wehranlage errichtet, die dem Schutz vor Binnenhochwasser am Alsterlauf und der Wasserstandshaltung der Alster dient. Die Fischtreppe wurde durch einen Mäander-Fischpass erneuert. Der Umbau erfolgte von 2011 bis Ende 2013 für rund 10,2 Mio. Euro.
Die im Jahr 2000 eingebaute Wasserkraftanlage in der Schleuse blieb unverändert. Mit einer Fallhöhe von 4 m an der Staustufe erbringt die Anlage eine Nennleistung von 110 kW, entsprechend einer Jahresarbeit von etwa 550.000 kWh, ausreichend für 200 Haushalte.
Zum Schutz der Fischfauna, damit die Fische nicht in die Turbine gelangen, wurde durch Überdimensionierung des Einlaufkanals die Einströmgeschwindigkeit des Wassers vor dem Rechen reduziert. Zusätzlich verhindert ein „Fischfluchtrohr“ am Anfang des Einlaufkanals das Eindringen der Fische in die Turbine. Von der Abflussmenge über das Wehr werden vorrangig dem Fischauf- und -abstieg bis zu 0,5 m³/s und der Wasserkraftanlage bis zu 3,6 m³/s (maximales Schluckvolumen) zugeführt.

### Fleete und Schleusen der Hamburger Innenstadt

#### Schifffahrtsverbindung Alster-Elbe
Mit dem Bau des Niederdamms (heute Großer Burstah) im 12. Jahrhundert und dem des Oberdamms im 13. Jahrhundert wurde die Alster zu den Alsterfleeten eingeschlossen. Nördlich des Oberdamms (heute der Jungfernstieg) bildeten sich die Wasserflächen der „Großen Alster“ (heute Binnen- und Außenalster) aus.
Im Oberdamm der Alster existierte bis zum großen Hamburger Brand von 1842 noch keine Schleuse. Der Alsterstau am Oberdamm diente neben der Regulierung des Wasserstandes der „Großen Alster“ allein den dortigen Mühlen und Wasserkünsten. Zusätzlich befand sich am Oberdamm eine Schütte zur Spülung des Bleichenfleets.
Am Niederdamm zwischen dem Großen Buhrstah und Altem Steinweg befand sich die 1530 errichtete Graskellerschleuse (als Kammerschleuse). Sie ermöglichte die Durchfahrt von Schuten bis zu 3,7 Meter Breite von der Kleinen Alster, das Admiralitätstraßenfleet (alter Name, heute Alsterfleet) bis zur Elbe.

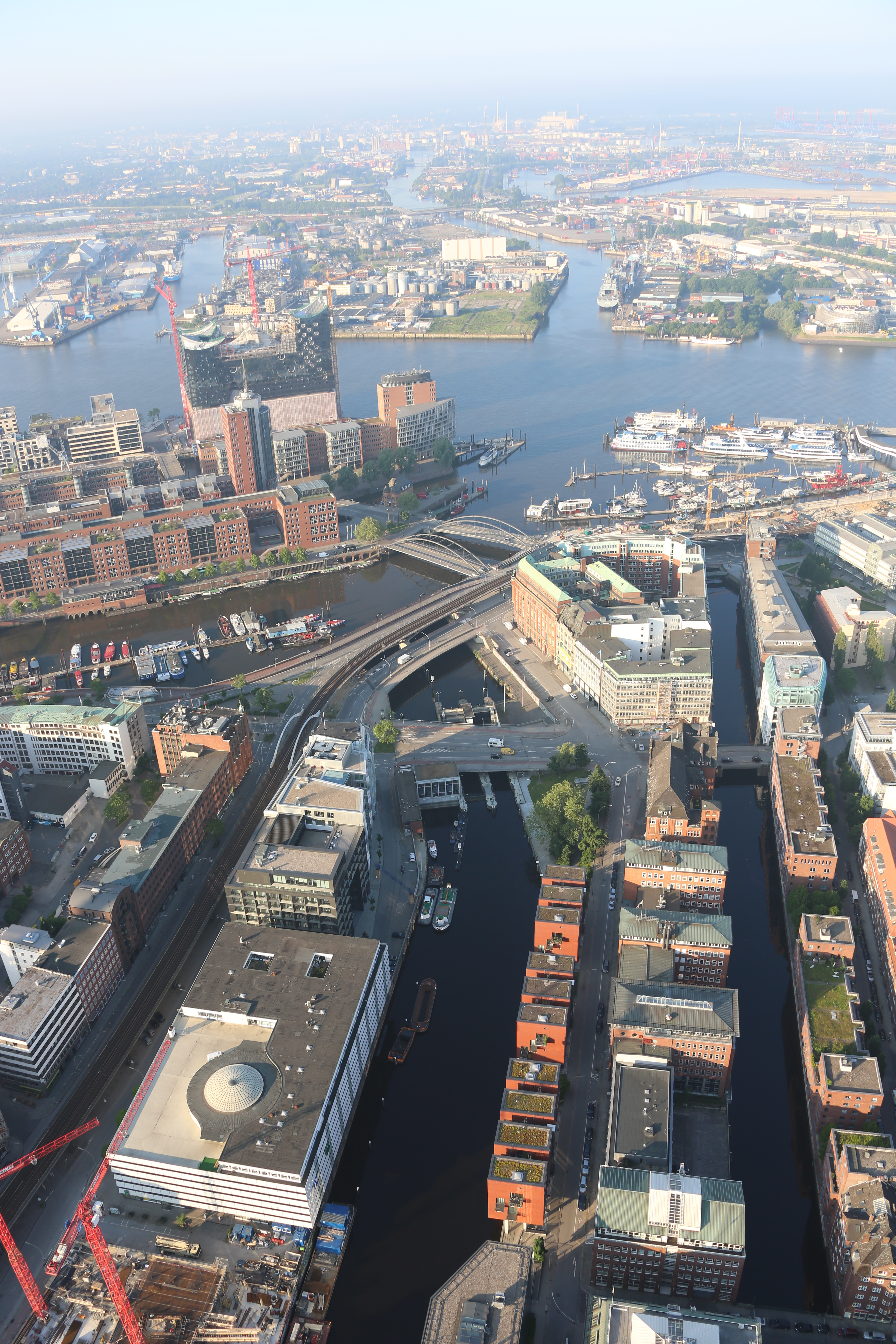
Alsterfleet mit der Schaartorschleuse und Herrengrabenfleet mit dem Baumwallsperrwerk

Der Abfluss der Alster über die Fleete der Hamburger Innenstadt zur Elbe bestand im 18. Jahrhundert aus einem Verkehrsnetz mit 29 Fleeten, die 18 Wasserstraßen bildeten. Hierfür existierten bereits mehrere Wehre und Schleusen, um bei ablaufendem Elbwasser den Wasserstand in den Fleeten zu halten und zum Schutz gegen das Elbhochwasser. Nach dem großen Hamburger Brand von 1842 und den beiden Weltkriegen wurde ein großer Teil der Fleete in der Hamburg-Altstadt und -Neustadt mit Brand- und Kriegstrümmern zugeschüttet. Nach dem Zweiten Weltkrieg gab es in der Hamburger Innenstadt nur noch sechs Fleete, das Alsterfleet, Bleichenfleet, Herrengrabenfleet, Mönkedammfleet, Neuenwallfleet und Nikolaifleet.
Die Schifffahrtsverbindung Alster-Elbe wurde erst nach dem Hamburger Brand von 1842 mit dem Bau der Rathausschleuse am Oberdamm im Jahr 1846 geschaffen, deren Schleusenkammer 5,3 m breit und 25 m lang war. Mit der Planung der Schifffahrtsverbindung wurde der zum „Baukondukteur“ ernannte Johann Hermann Maack beauftragt. Im Zuge dieser Planungen wurde bereits 1838 die Graskellerschleuse massiv umgebaut und hatte einen Durchlass für Schiffe bis zu 18 Fuß (5,5 Meter) Breite. In der Zeit wurden auch die Mühlenschleuse und Michaelisschleuse gebaut.
Der Schiffsverkehr zwischen Alster und Elbe erfolgte von der Rathausschleuse über das Alsterfleet durch die Graskellerschleuse und das Bleichenfleet durch die Michaelisschleuse. Über den dritten Alsterabfluss, über die Mühlenschleuse im Nikolaifleet fand kein Schiffsverkehr statt, da die Schleuse nur aus einem einfachen Stautor bestand. Bei einer an der Elbmündung zu erwartenden Sturmflut wurde von Cuxhaven aus telegrafisch eine Sturmflutmeldung an die Hamburger Schleusen übermittelt, woraufhin die Sturmtore der drei Schleusen geschlossen wurden.
Anzahl der Schleusungen an der Rathausschleuse betrugen in den Jahren
- 1863: 8.000
- 1888: 30.000
- 1889: 37.000.

Die Bedeutung der Schleusen für die Stadt Hamburg spiegelt sich auch in den Einnahmen der Schleusen im Jahr 1869 wider (in Mark):
- Rathausschleuse: 3.861,13
- Graskellerschleuse: 1.225,4
- Mühlenbrückenschleuse: 197,8
- Fuhlsbüttler Schleuse: 283,8.

Mit dem Bau der Schaartorschleuse im Alsterfleet an der Einmündung zur Elbe im Jahr 1967 wurde die Graskellerschleuse ersetzt. Das gesamte Alsterfleet war damit vom Tidenhub der Elbe unabhängig und zeitlich uneingeschränkt schiffbar.
- Anzahl der Schleusungen an der Schaartorschleuse in 2015: 4.967.[40]

#### Rathausschleuse

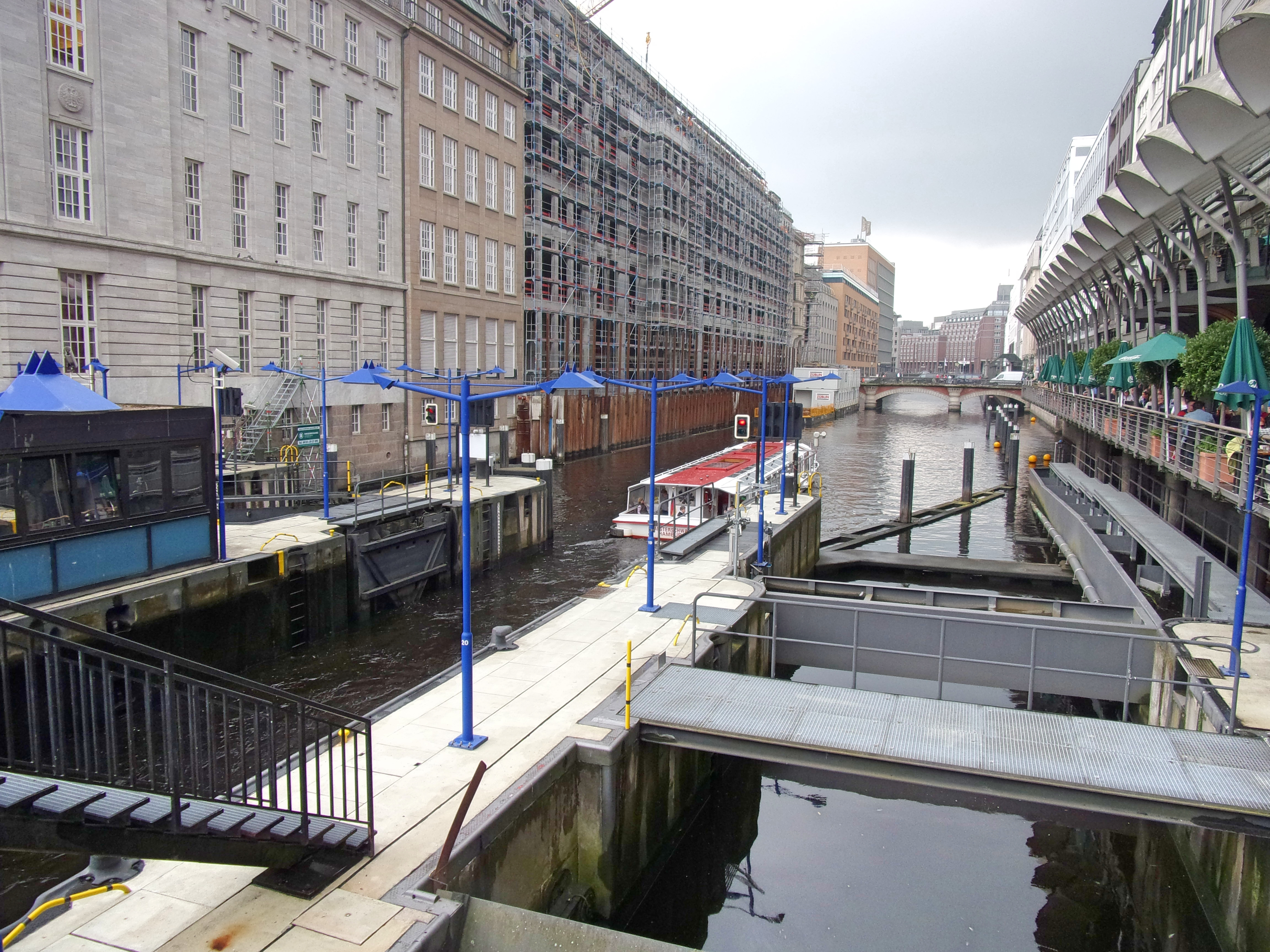
Rathausschleuse – Schleusung eines Alsterdampfers

Die 1846 an der Schleusenbrücke am Rathausmarkt gebaute Rathausschleuse, trennt die Kleine Alster von dem Alsterfleet und diente der Schleusung der damals gängigen Barkassen, Ewer und Schuten. Mit dem stetig zunehmenden Schiffsverkehr wurde 1890 eine zweite Kammer gebaut. Die Bedienung der Schleusentore erfolgte zu der Zeit noch durch Handkurbelung.
1921 wurden die Schleusentore mit elektrischen Antrieben und die Antriebselemente mit Heizungen gegen ein Einfrieren versehen. 1973 erfolgte der Neubau der Schleuse. Zur Nutzung der Wasserkraft der Alster wurden Generatoren eingebaut, die den Strombedarf der Schleuse decken. 2013 wurden die elektrischen Schaltanlagen für einen halbautomatischen Schleusenbetrieb durch den Schleusenwärter umgebaut, die auch eine Fernsteuerung und Fernüberwachung der Schleuse ermöglicht.
Die zwei Schleusenkammern sind von je 35 m Länge und 7,2 m Breite so bemessen, dass sie die Schleusung der Alsterdampfer, Lastkähne und Sportboote ermöglicht. Für die strömungsarme Einfahrt der Schiffe in die Schleuse ist der Abfluss des Alsterwassers zur Elbe hin während des Schleusenbetriebes unterbrochen, der nur nachts durchgeführt wird. In der täglichen Aufstau-Phase steigt bei normalem Alsterzufluss der Pegelstand um 1 cm pro Stunde, der über Nacht dann wieder abgebaut wird.
Eine weitere Aufgabe der Rathausschleuse besteht darin, über die Höhe des Schleusenwehrs einen konstanten Wasserstand von etwa 3 Meter über Normal auf der Binnen- und Außenalster, dem kanalisierten Alsterlauf bis zur Fuhlsbütteler Schleuse und den angeschlossenen Kanälen zu halten, um die Schiffbarkeit in diesen Bereich zu gewährleisten, die Alsterdampfer benötigen eine Wassertiefe von mindestens 1,40 Metern.
Die Wasserstände der Alster liegen oberhalb der Rathausschleuse bei + 3 m NN, im Alsterfleet bei + 1,6 m NN und in der Elbe bei – 1,4 bis + 2,1 m NN (Normaltide).
Das Oberflächenwassereinzugsgebiet der Alster umfasst ca. 580 km². Das gesamte Niederschlagswasser aus den Vorflutern läuft über die entsprechenden Bäche und Kanäle zum Alsterlauf. Von dort wird es ausschließlich über die Rathausschleuse durch das Alsterfleet und dann über die Schaartorschleuse Richtung Elbe geführt. Die Entwässerung wird in der Regel nachts außerhalb der Schifffahrtszeiten durchgeführt, soweit möglich, im freien Gefälle. Zusätzlich kann auch über die Schleusenkammern Wasser abgeführt werden. Die Schleusenverschlüsse sind deshalb als Drehsegmenttore ausgeführt. Diese Bauart lässt auch ein Schließen bei durchströmter Schleusenkammer zu.

#### Schaartorschleuse

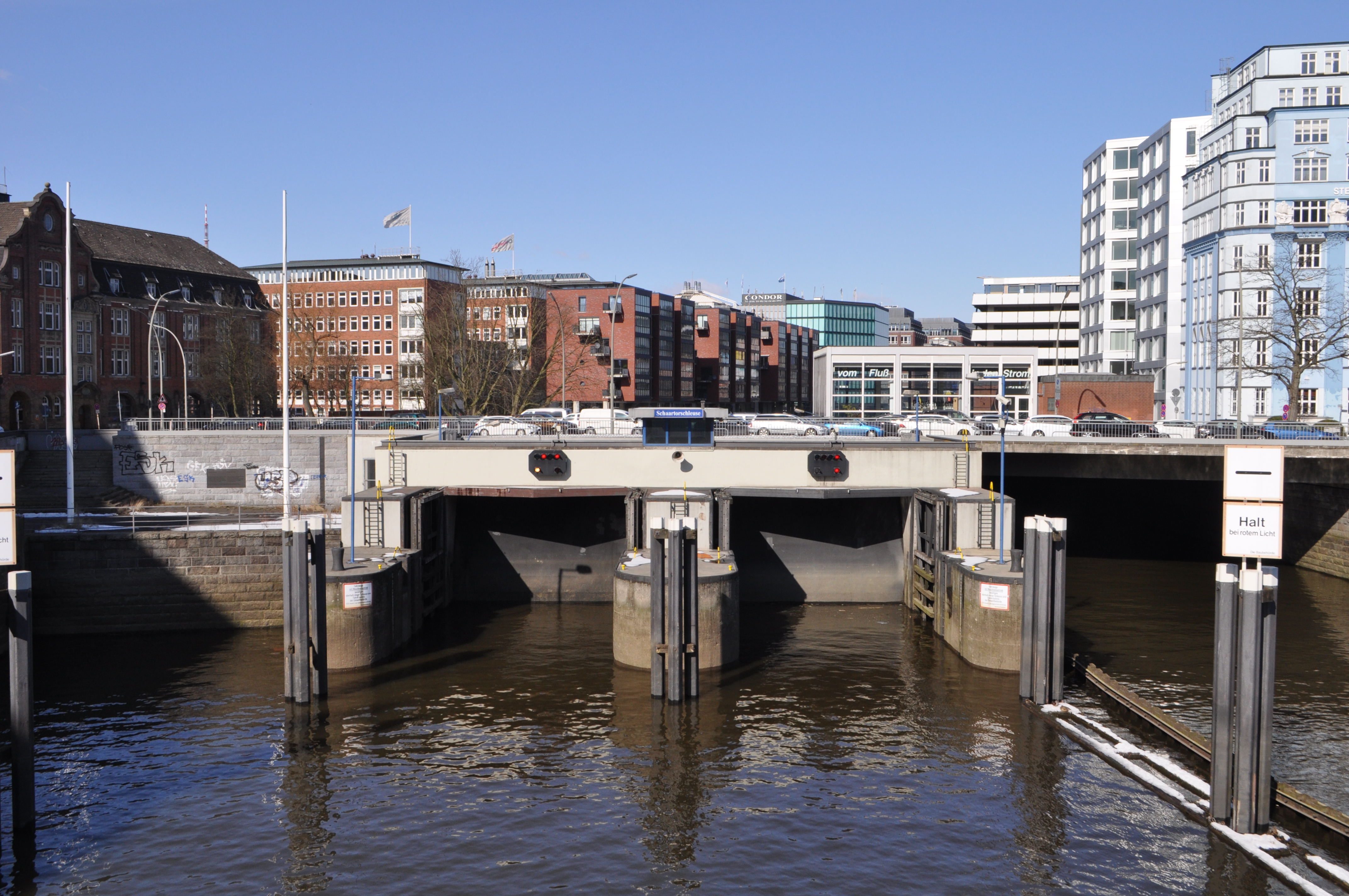
Schaartorschleuse 2013

Die Schaartorschleuse wurde als Folge der verheerenden Sturmflut von 1962 im Jahr 1967 erbaut. Sie bildet den Übertritt der Alster vom Alsterfleet in den Binnenhafen der Elbe. Mit ihr wird im Alsterfleet ein weitgehend konstanter Pegelstand unter dem der Außen- und Binnenalster eingestellt. Auf der Elbseite herrschen die Tiden-abhängigen Pegelstände. Die Ein- und Ausfahrt auf der Elbseite der Schleuse ist durch die veränderliche Tideströmung, die Strömung aus der Schleuse sowie aus dem Schöpfwerk erschwert.
Die Schaartorschleuse ist Teil der Deichsicherungslinie an der Elbe und schützt die Alster bei Elbhochwasser gegen einströmendes Elbwasser. Drei Pumpen des Alsterschöpfwerks können überschüssiges Alsterwasser – gegen einen höheren Wasserstand in der Elbe – in die Elbe drücken. Am Pegelstand St. Pauli 2012 gemessene Wasserstände: Mittleres Niedrigwasser (MNW): NN −1,55 m; mittleres Hochwasser (MHW): NN + 2,10 m; höchster Wasserstand (1976): NN + 6,45 m.
Die Förderleistung des Alsterschöpfwerks wird mit 129.600 m³/h angegeben. Die höchste Abflussmenge der Alster wurde am 27. Februar 2002 an der Bäckerbrücke in Hamburg-Poppenbüttel mit 131.400 m³/h gemessen (vor dem Schöpfwerk addieren sich noch die Mengen der flussabwärts befindlichen Alsternebenflüsse).
Als Teil der Hochwasserschutzanlage Baumwall wurde das Schleusensperrwerk 2013 erhöht und modernisiert.

#### Mühlenschleuse und Nikolaisperrwerk

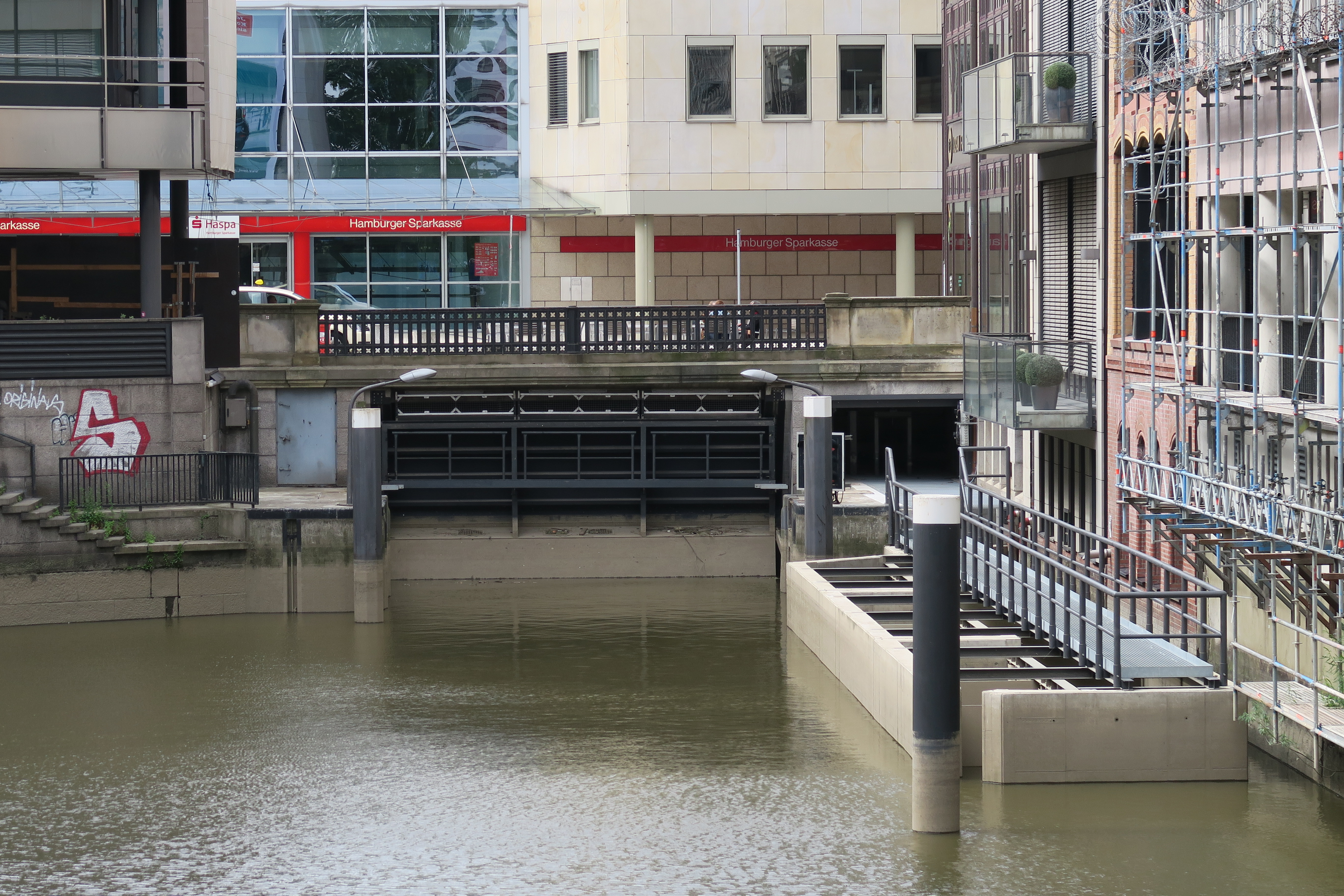
Mühlenbrücke über dem Nikolaifleet, Mühlenschleuse mit Fischtreppe, Juni 2017.

Im Nikolaifleet, dem früheren Hauptmündungsarm der Alster in die Elbe, befand sich flussabwärts, kurz hinter der ersten Hamburger Kornmühle von 1195 die Mühlenbrückenschleuse, heute die Mühlenschleuse am Großen Burstah als Stauschleuse (vergleiche Hamburg-Karte von 1500).
An der Einmündung des Nikolaifleets zur Elbe wurde nach der Sturmflut im Jahr 1962 das Nikolaisperrwerk errichtet. Im Jahr 2021 wurde das Sperrwerk umfangreich umgebaut, die Tore wurden durch neue ersetzt, die komplette Elektrik, Hydraulik und Steuerungstechnik wurden erneuert. Das Sperrwerk wird zukünftig vollautomatisch vom Leitstand in der Schaartorschleuse bedient.

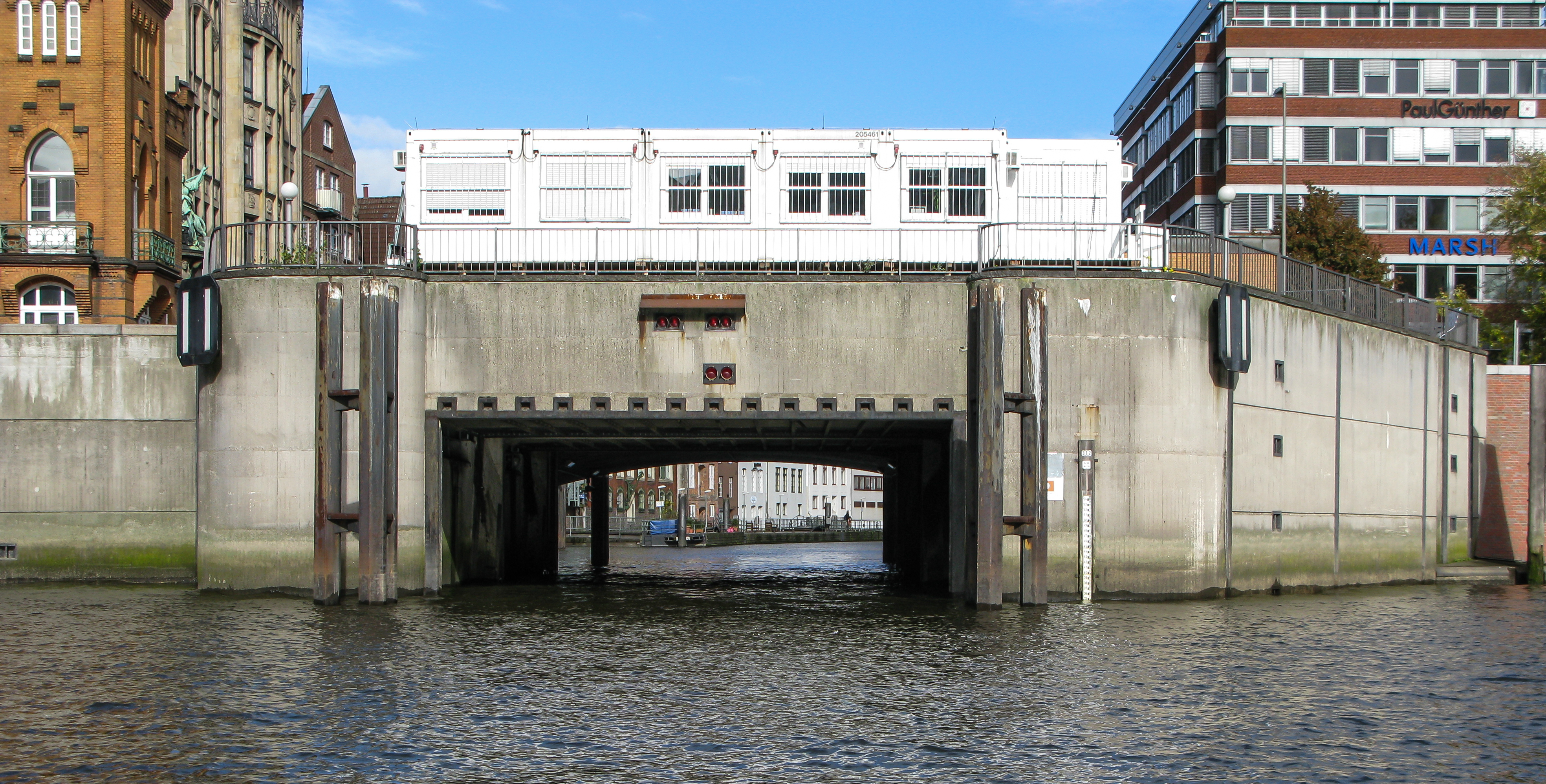
Nikolaisperrwerk, Oktober 2010

#### Fischtreppen an der Rathausschleuse und Mühlenschleuse
Die 2014 an der Rathausschleuse gebaute Fischtreppe besteht aus einer Treppen-ähnlich angeordneten Stahlkonstruktion einzelner Tröge, die für die Fische Ruhezonen mit wenig Strömung bilden, ähnlich wie es bei einem steinigen Bachverlauf der Fall ist.
Die Fischtreppe an der Mühlenschleuse im Nikolaifleet wurde 2016 als Betonkonstruktion fertiggestellt, in der die Fische über mehrere Stufen den Höhenunterschied von – tideabhängig – mehr als zwei Meter überwinden können. Von dort aus müssen die Fische ihren Weg durch den sich an die Schleuse anschließenden etwa 70 Meter langen Kanal unterhalb des Haspa-Gebäudes bis in das Mönkedammfleet und weiter zum Alsterfleet bis zur Rathausschleuse finden.
Die Fischtreppe an der Mühlenschleuse wurde gewählt, weil das vorgelagerte Sperrwerk zum Nikolaifleet nur selten geschlossen und somit der Zugang zum Nikolaifleet für die Fische offen ist. Die alternativen Alsterzugänge über das Baumwallsperrwerk oder die Schaartorschleuse schieden wegen der dort erforderlichen hohen Deichsicherheit dagegen aus.
Mit beiden Fischtreppen und denen an der Fuhlsbütteler Schleuse (Fertigstellung 2013) und Poppenbütteler Schleuse (Fertigstellung 2022) ist wieder ein ungehinderter Weg vom Flusssystem Elbe in die Alster und einem Großteil ihrer Nebenflüsse hergestellt.

#### Michaelisschleuse und Baumwallsperrwerk

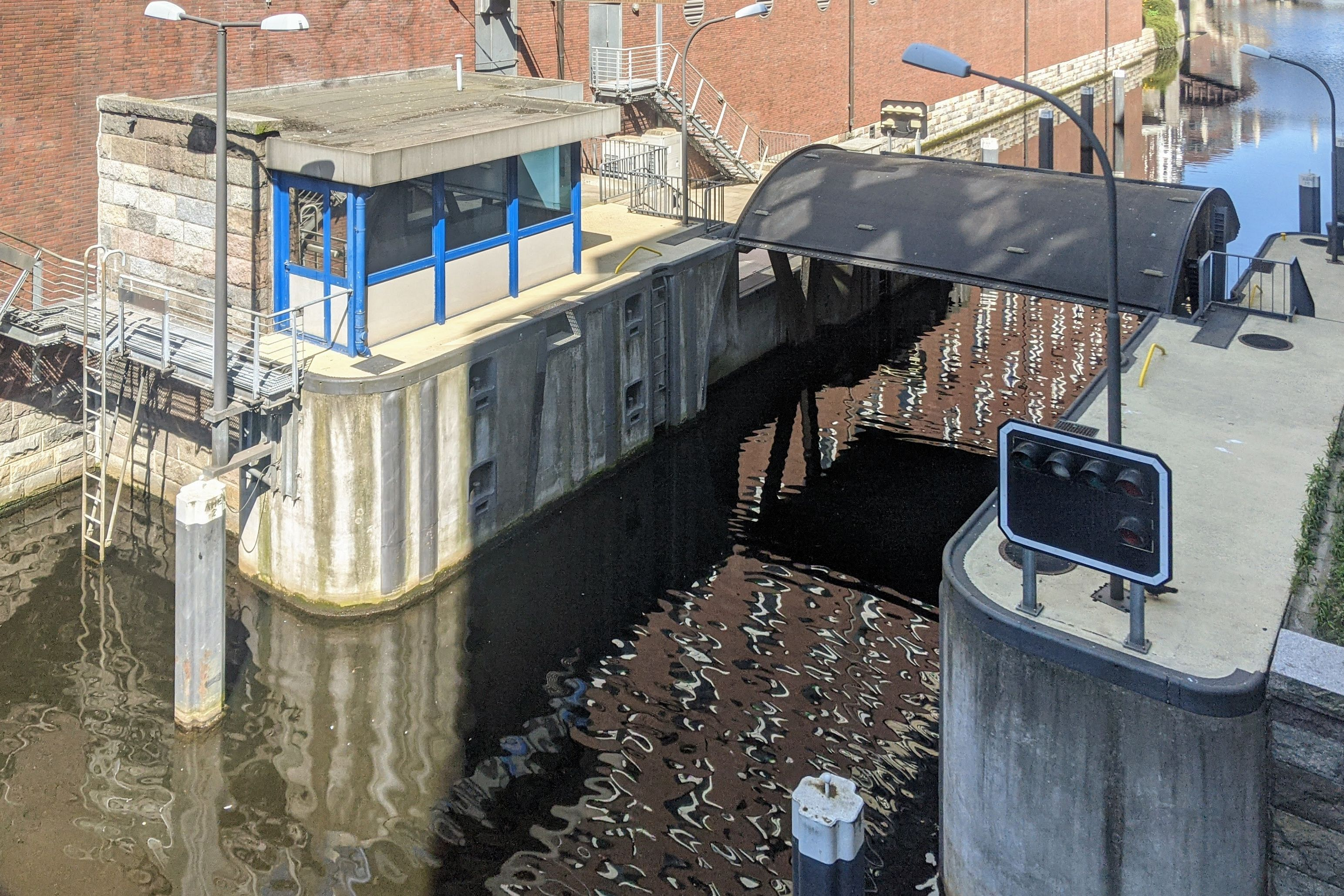
Michaelisschleuse im Herrengrabenfleet mit geöffnetem Schleusentor

Im Bleichenfleet befand sich unter der Ellernthorsbrücke eine kleine Schleuse, die zum Reinigen des Blechenfleets diente. Später wurde die Schleuse weiter südlich unter der Michaelisbrücke verlegt. Heute befindet sich die Schleuse an der Herrengrabenbrücke, dem Übergang vom Bleichenfleet zum Herrengrabenfleet, die heutige Michaelisschleuse (Kammerschleuse). Die Kleine Alster und das Bleichenfleet sind am Neuer Wall über das Neuenwallfleet verbunden, in dem sich eine Schleuse befand, die eine Durchfahrt kleinerer Schiffe ermöglichte. Im Neuenwallfleet, das eine Durchfahrtsbreite von ca. 6 Meter besitzt, existiert die Schleuse nicht mehr.
An der Einmündung des Herrengrabenfleets zur Elbe wurde 1967 zum Schutz vor Sturmflutwasserstände der Elbe das Baumwallsperrwerk errichtet, das nur bei Bedarf geöffnet wird. Die Wasserhaltung im Fleet erfolgt über das Neuenwallfleet im Verbund mit der Kleinen Alster.
Das Baumwallsperrwerk besitzt nach dem Prinzip der doppelten Deichsicherheit zwei hintereinander liegende Tore, ein elbseitig angeordnetes Stemmtorpaar und ein nachfolgendes Drehsegmenttor. Die Durchfahrt durch das Sperrwerk ins Herrengrabenfleet besteht für kleinere Barkassen und Schuten. Nach einer Betriebszeit von mehr als 45 Jahren war ein kompletter Austausch der Technik notwendig. Der Maschinenbau, der Stahlwasserbau und die Elektrotechnik des Sperrwerks wurden erneuert oder grundsaniert. Der alte Betriebsraum des Sperrwerks wurde abgebrochen und durch neue Räume innerhalb der Hochwasserschutzanlage Niederhafen ersetzt. Bei Stromausfall können die Hochwasserschutzeinrichtungen durch ein stationäres Notstromaggregat versorgt werden. Im Frühjahr 2016 wurden alle Instandsetzungsarbeiten abgeschlossen.